# 利劍紅塵
《利劍紅塵》是2001年的印度電影，是一部歷史演繹片，再現的戎馬一生。该片由 Dreamz Unlimited 公司負責製作，该公司的拥有者是影片的男主角沙·茹克·罕。此片當年在印度獲得極大好評。除了轟動南亞地區以外，還在泰國等國公演受到觀眾熱烈歡迎。

## 劇情
少年阿育王子（Asoka）酷愛舞刀弄劍和軍事，一年他的爺爺退位去追尋真教，他乞求爺爺將寶劍賜給他。爺爺告訴他寶劍只會喋血、不分敵友，但是年少的王子不懂得，亦然天天練劍。
長大後，他代父王多方征戰立下戰功，卻被王后親生的兄長蘇西馬王子視為眼中釘，欲除之而后快。一次他王兄慫恿人同他決鬥。母親勸說他暫時離去，在旅途中他遇到羯陵伽國的美麗公主考文姬（Kaurwaki），他們萌生愛情，他向公主求婚。但是好景不長，卡國的宰相也要追殺她們，公主避難離去。
王子多方找尋公主不獲，卻遇到一個信奉佛教的女藥師，他娶了這個美麗的藥師，她教會他愛和善。
但是王兄又偏偏不放過他們，利益、王座、疆土迫使親手足走進戰場決鬥。刀光劍影，血流成河，戰場上一幕又一幕親人不相認，兵器無情。恰恰是王子爺爺說教誨的那些話。到了暮年，王子終於醒悟，作出了一個明智的抉擇……

## 演员
- 沙·茹克·罕 .... Shahrukh Khan .... 飾演阿育王
- 卡琳娜·卡浦爾  .... Kareena Kapoor .... 飾演考文姬 （Kaurwaki）
- 阿吉特·庫馬 .... Ajith Kumar  ... 飾演王兄蘇西馬（Susima）
- 麗什黛·芭特 .... Hrishita Bhatt  .... 飾演王后德維（Devi）
- 丹尼·丹宗帕 .... Danny Denzongpa  .... 飾演韋拉特（Virat）
- 拉胡·德維 .... Rahul Dev  .... 飾演比馬（Bheema）
- 什維達·綿農 ....  Shweta Menon .... 飾演母親楠丹什瓦（Nandaneshwari）

## 音乐插曲
全片共七首插曲，全由Anu Malik作曲， Gulzar和Anand Bakshi作詞。
1. "San Sanana" (5:52) – Alka Yagnik, Hema Sardesai
2. "Raat Ka Nasha" (5:10) –  Chitra
3. "Roshni Se" (6:54) –  Abhijeet, Alka Yagnik
4. "O Re Kanchi" (5:33) –   Sunita Rao, Shaan
5. "Raat Ka Nasha II" (5:10) – Abhijeet, Chitra
6. "Aa Tayar Hoja" (6:07) – Sunidhi Chauhan
7. "Asoka Theme" (3:57) – Instrumental

## 得獎
- 印度國際電影節最佳攝影獎──導演Santosh Sivan
- 澳大利亞印度電影節最佳男演員獎沙·茹克·罕 （Shahrukh Khan）
- 印度電影觀眾獎：最佳攝影獎──導演Santosh Sivan
- 印度電影觀眾獎：最佳女演員獎提名──卡琳娜·卡浦爾 （Kareena Kapoor）

## 外部連結
- 互联网电影数据库（IMDb）上《利劍紅塵》的资料（英文）